# Cheikh Tidiane Thiam
Cheikh Tidiane Thiam, né le 7 novembre 2005 à Dakar au Sénégal, est un footballeur international sénégalais. Il joue au poste de milieu de terrain au Villarreal CF.

## Biographie

### Carrière
Cheikh Tidiane Thiam commence à l’école de football Lamine Seck de Cambérène chez les cadets, puis au club du Association sportive Cambérène.
Ensuite, Il est repéré par l’académie de Oslo Football Académie, Il joue avec les U19, puis il passe pro en 2023, où il joue en D2 sénégalaise, Il termine 3e à l’issue de la saison 2023-2024, L’équipe est promue en D1 sénégalais pour la première fois.
Après plusieurs essais en Emirats Arabes Unis au club du Khor Fakkan Club et en Angleterre à Burnley Football Club, Il rejoint finalement le club du Villarreal CF pour un contrat de 3ans.

### Carrière internationale
En 2023, il est convoqué pour la première fois avec l’équipe du Sénégal U20, pour disputer les Jeux Africains 2023. Il termine 3eme de ce tournoi où son équipe est éliminée en demi-finale. Par la suite, Il rejoint de nouveau léquipe du Sénégal -20 ans. En 2024, En vue d’une qualification Pour disputer la Coupe d'Afrique des nations de football des moins de 20 ans 2025, il remporte l’UFOA A, où il termine co meilleur buteur, Il inscrit 2 buts en phase de groupe, Éliminer en quart de finale au penalty, Il fait partie des 7 joueurs très prometteur de la CAN U20 2025,.